# 이장무
이장무(李長茂, 1945년 5월 14일 ~ )는 대한민국의 공학자로서 서울대학교 기계항공공학부 교수와 제24대 서울대학교 총장을 역임하였고, 대한민국 학술원 회장이다.

## 학력
- 경기고등학교 졸업
- 서울대학교 기계공학 학사
- 아이오와 주립대학교 대학원 공학 석사
- 아이오와 주립대학교 대학원 공학박사

### 명예 박사 학위
- 루마니아 바베시 볼리야이 대학교 명예 공학박사
- 일본 홋카이도대학 명예 공학박사

## 경력
- 1976.07 ~ 2010.08 서울대학교 공과대학 기계항공공학부 교수
- 1982.12 ~ 1983.12 미국 매사추세츠공과대학교 방문연구원
- 1996.01 ~ 1999.12 한국정밀공학회 회장
- 1997.02 ~ 2002.05 서울대학교 공과대학 학장
- 1998.04 ~ 2000.04 전국공과대학장협의회 회장
- 1998.05 ~ 1999.05 국가과학기술자문위원회 위원
- 1998.11 ~ 2000.10 교육과학기술부 교육정책심의회 대학교육분과 위원장
- 1999.06 ~ 2005.06 지식경제부 산업기술평가원 이사장
- 1999.06 ~ 2003.05 교육과학기술부 과학기술운영위원회 위원
- 2000.01 ~ 2000.12 대한기계학회 회장
- 2001.11 ~ 2006.08 국립과학관추진위원회 위원장
- 2002 교육과학기술부 주요업무평가위원회 고등대학교육분과 위원장
- 2003.07 ~ 2004.06 교육과학기술부 기술영향평가위원회 위원장
- 2004.07 ~ 2006.07 한국신재생에너지학회 회장
- 2005.03 ~ 2007.02 한국과학기술단체 총연합회 부회장
- 2006.07 ~ 2010.07 제24대 서울대학교 총장
- 2007.04 ~ 2008.04 제13대 한국대학교육협의회 회장
- 2008.07 ~ 2009.07 대법관제청자문위원회 위원장
- 2010.04 ~ 2015.11 기후변화센터 이사장
- 2010.09 ~ 경암학술상위원회 위원장
- 2010.09 ~ 서울대학교 명예교수
- 2013.07 ~ 2017 국가과학기술심의회 민간위원장
- 2013.11 ~ 2020.04 한국과학기술원 이사장
- 2014.07 ~ 2017.07 국가과학기술심의회 위원장
- 2014.07 ~ 2020.07 대한민국학술원 자연 제3분과 회원
- 2020.08 ~ 2021.03 대한민국학술원 부회장
- 2021.04 ~ 대한민국학술원 회장
- 2021.05 ~ 아시아학술회의 회장
- 서울대학교 총동창회 고문
- 기후변화센터 고문

## 가족
- 조부 : 이병도(李丙燾) - 역사학자
  - 백부 : 이기령(李基寧) - 분자생물학자
  - 아버지 : 이춘녕(李春寧) - 前 서울대학교 농과대학 학장
    - 동생 : 이건무(李健茂) - 前 문화재청 청장

  - 작은아버지 : 이태령
  - 작은아버지 : 이동녕
  - 고모부 : 장욱진
  - 9촌 숙부 : 이어령

우봉 이씨 세보(牛峯李氏世譜)에 따르면 이장무의 20대조인 이주(李周)는 이완용의 16대조인 이교(李喬)의 동생이다.

## 저서
- 《기계진동학》

## 수상
- 1985년 대한기계학회 학술상
- 1996년 한국자동차공학회 학술상
- 1996년 과학기술단체총연합회 우수논문상
- 2004년 한국정밀공학회 대상
- 2005년 제50회 대한민국학술원상